# Gaimberg
Gaimberg je obec v Rakousku ve spolkové zemi Tyrolsko v okrese Lienz.
Žije zde 844 obyvatel (1. 1. 2011).